# Óriás páfrányfa
Az óriás páfrányfa vagy óriás hópáfrányfa (Dicksonia antarctica) a valódi páfrányok (Pteridopsida) osztályának páfrányfák (Cyatheales) rendjébe, ezen belül a harasztfafélék (Dicksoniaceae) családjába tartozó faj.

## Előfordulása
Az óriás páfrányfa az egyenlítői trópusok kevésbé forró, ám párás és csapadékos részein él, tehát csaknem mindenhol 1000 m felett. Dél felé (az Egyenlítőtől távolodva) gyakoribb; őshazája Tasmánia. A kontinentális Ausztráliában a következő szövetségi államokban található meg: Queensland, Új-Dél-Wales és Victoria.
Termesztik is.
Sikeresen telepítették be a Brit-szigetekre és Európa atlanti partvidékére.

## Megjelenése, felépítése
Felálló törzsű, legfeljebb 15 méter magas, de inkább alacsonyabb fa. Törzse erőteljes, felületén az idős levélnyelek sűrűn elhelyezkedő maradványai között rövid gyökerek láthatók; legalább a törzs felső részét és a levél fonákját hosszú, barna szőrök fedik.
2-4 méter hosszú levelei kezdetben hegyes szögben felállnak, majd szétterülnek. A levelek kétszeresen vagy háromszorosan szárnyaltak, a fiatalok pásztorbot módjára becsavarodottak és sűrűn szőrösek. Pikkely vagy tüske nincs rajtuk. A szóruszok közvetlenül a levélkék szélén, a fonákon vannak. A levélkék széles vállúak, ülők, a levél közepén a leghosszabbak, 30-40 centiméter hosszúak, osztottak, a csúcs felé az osztatok egybefolynak. A szóruszok sárga vagy barna gömböcskék a levélfonákon, közvetlenül a levél szélén.

## Életmódja, termőhelye
Az összes páfrányfa közül ez a legkevésbé melegigényes, ezért is sikerülhetett egyedül ezt a fajt Európában nagy (a Golf-áramlat hatásának kitett, óceáni éghajlatú) területekre és Új-Zélandra betelepíteni. De ez a faj is fagyérzékeny, tehát a Kárpát-medencében nem télálló.
A 150 éves európai példányok 5–6 m magasak és rengeteg spórát hoznak.

## Képek

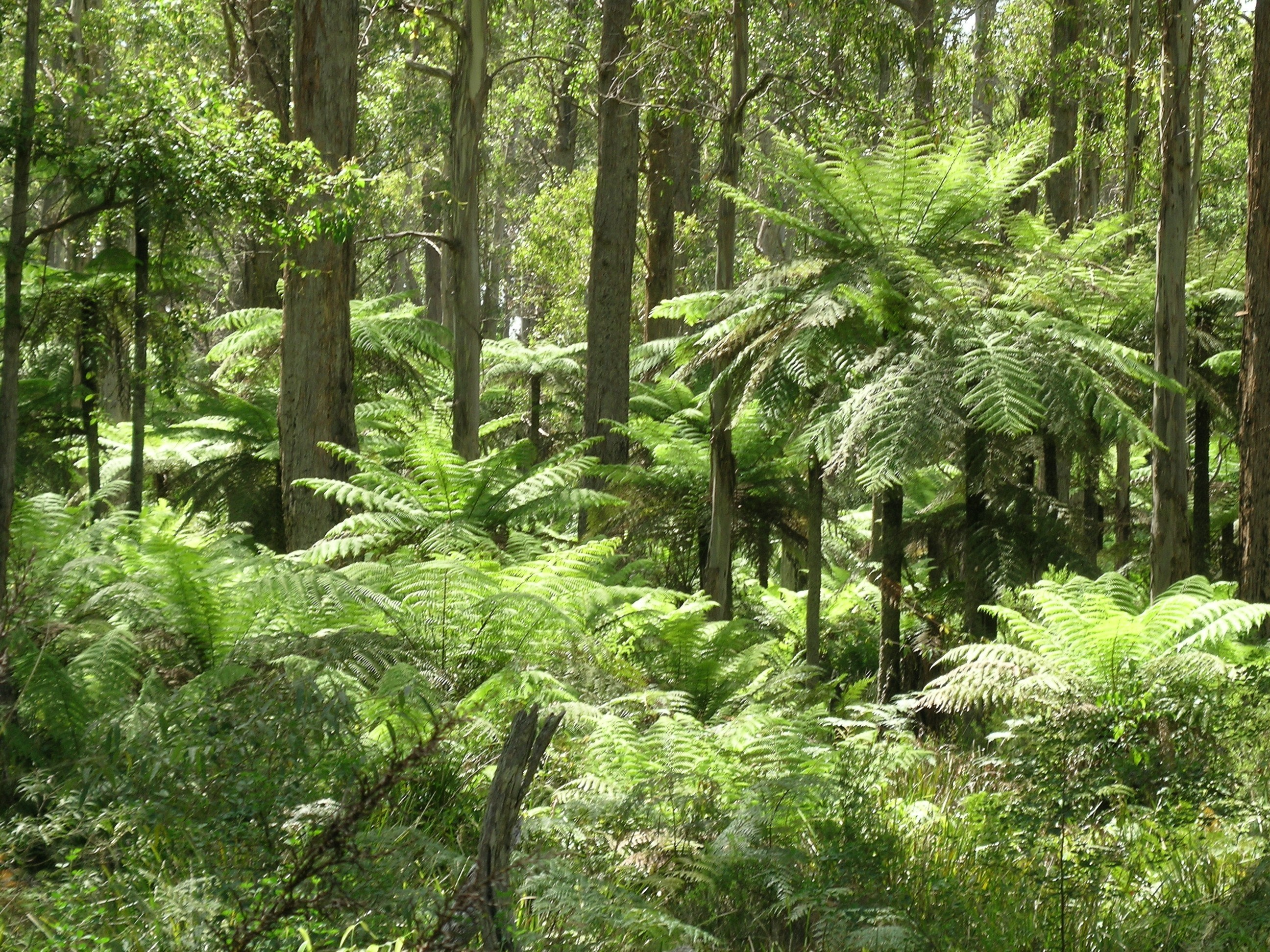
Az erdőben
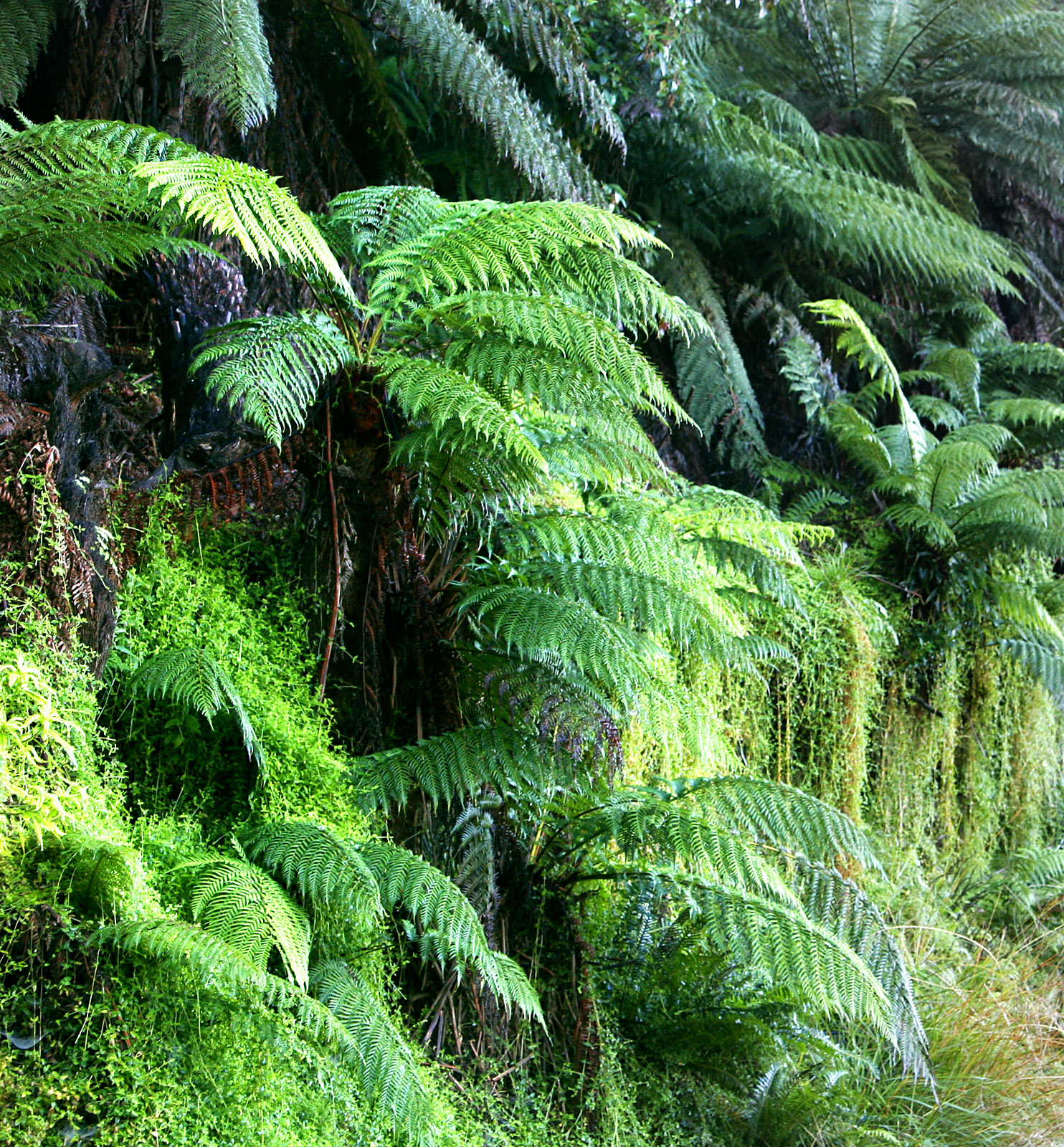
Vadon és
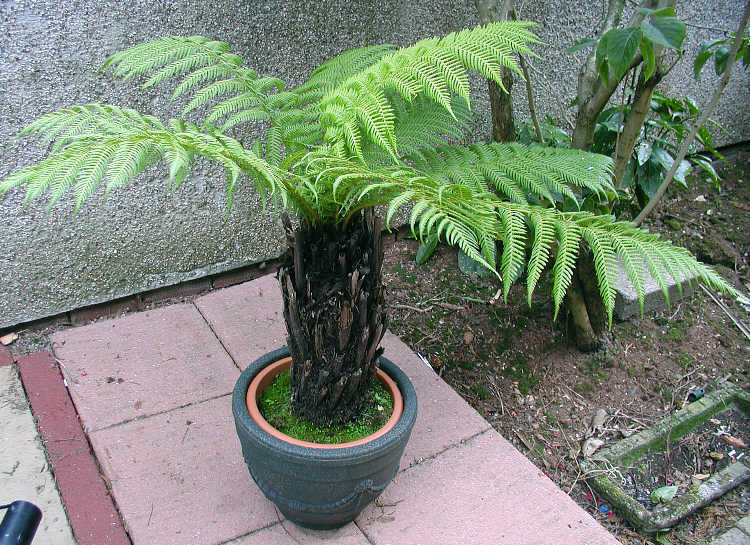
ültetve
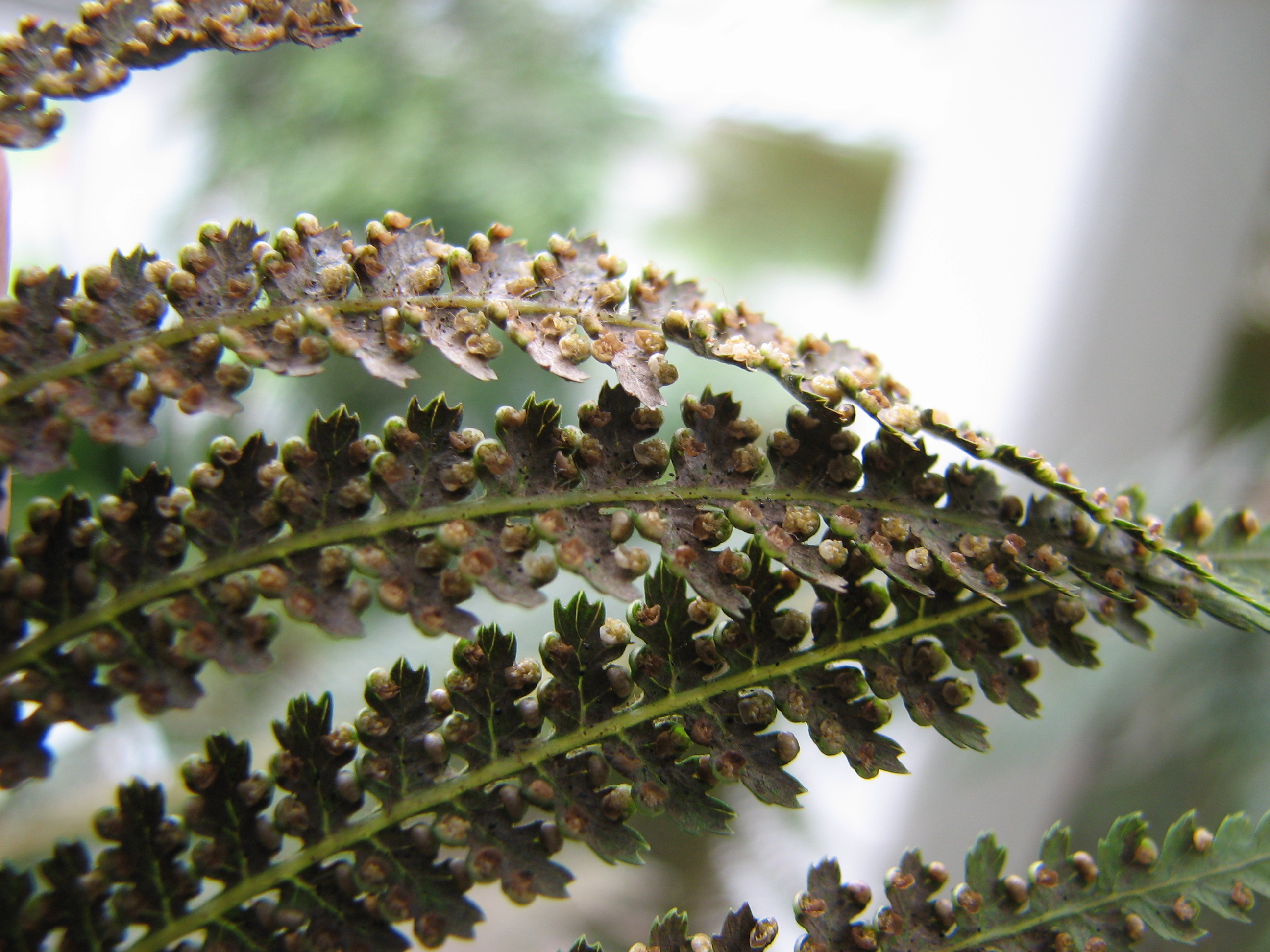
Spórái
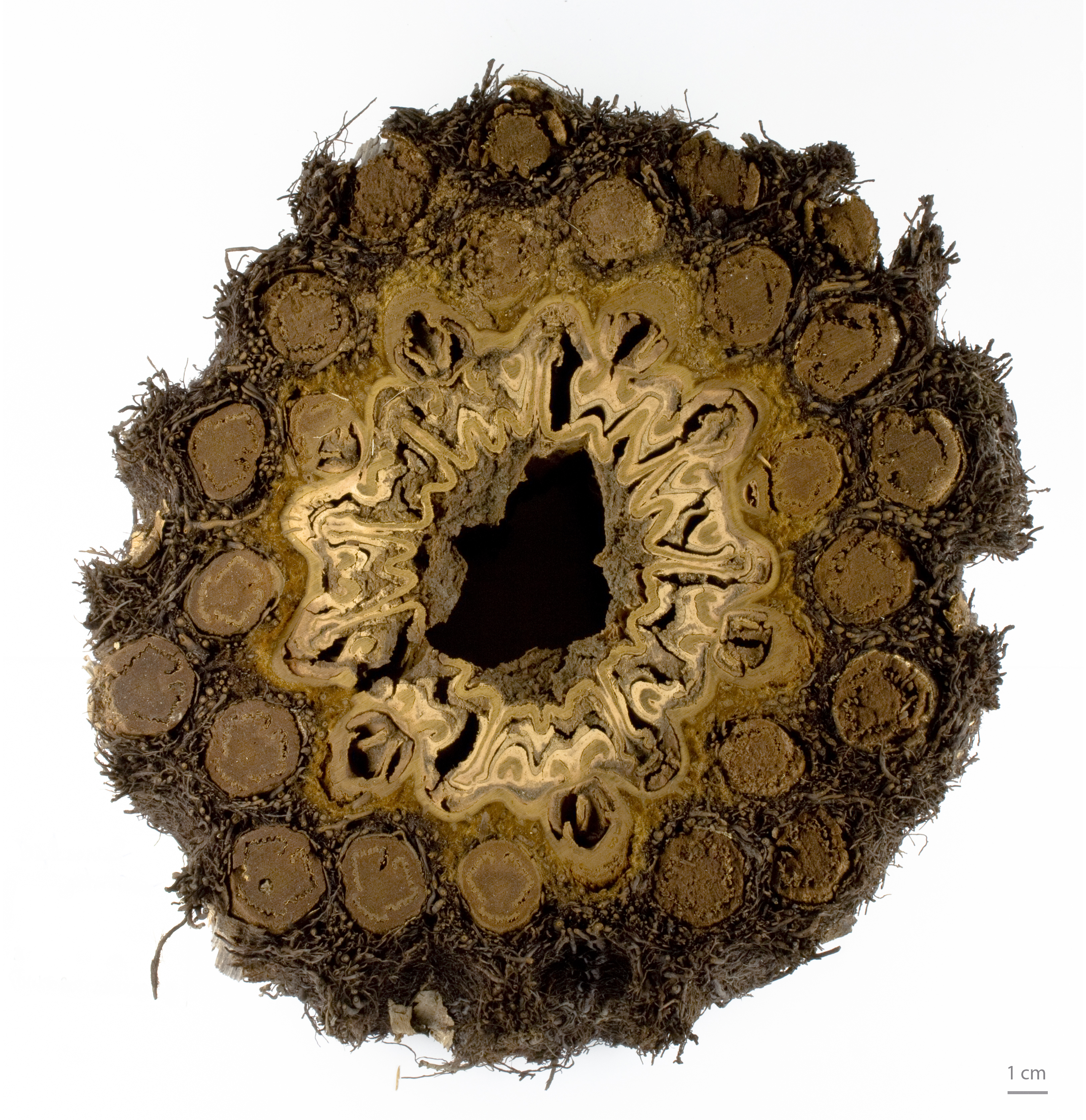
A törzs keresztmetszete
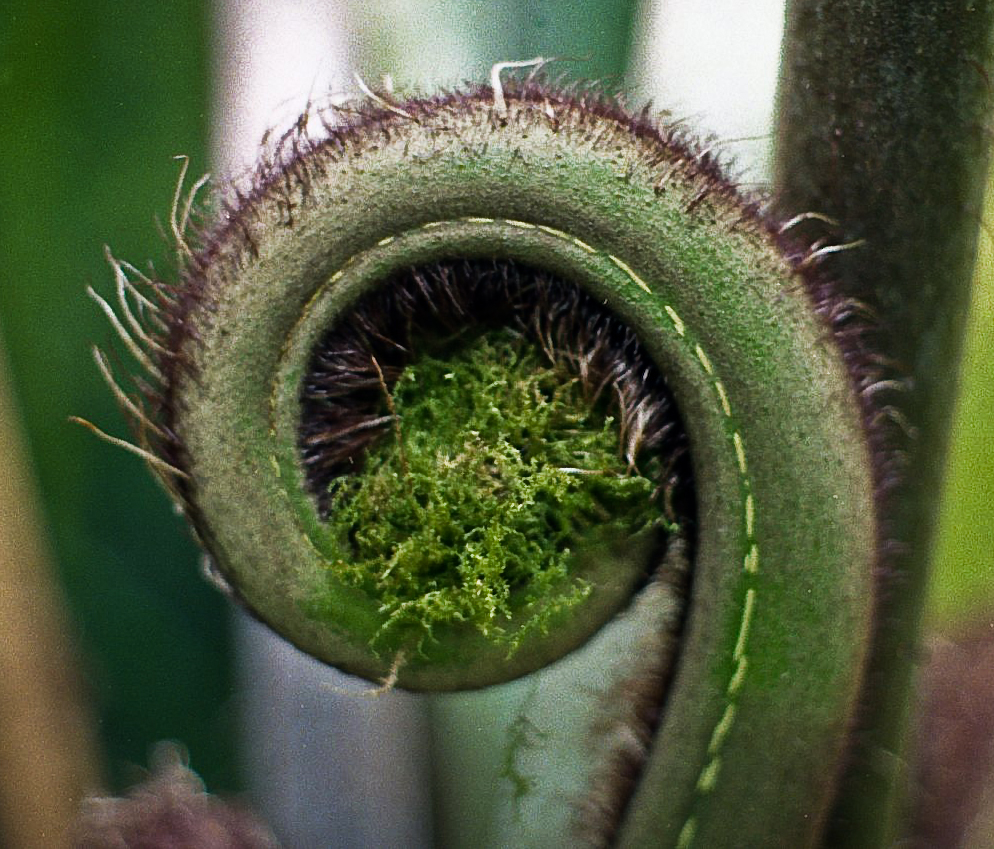
Fiatal hajtás
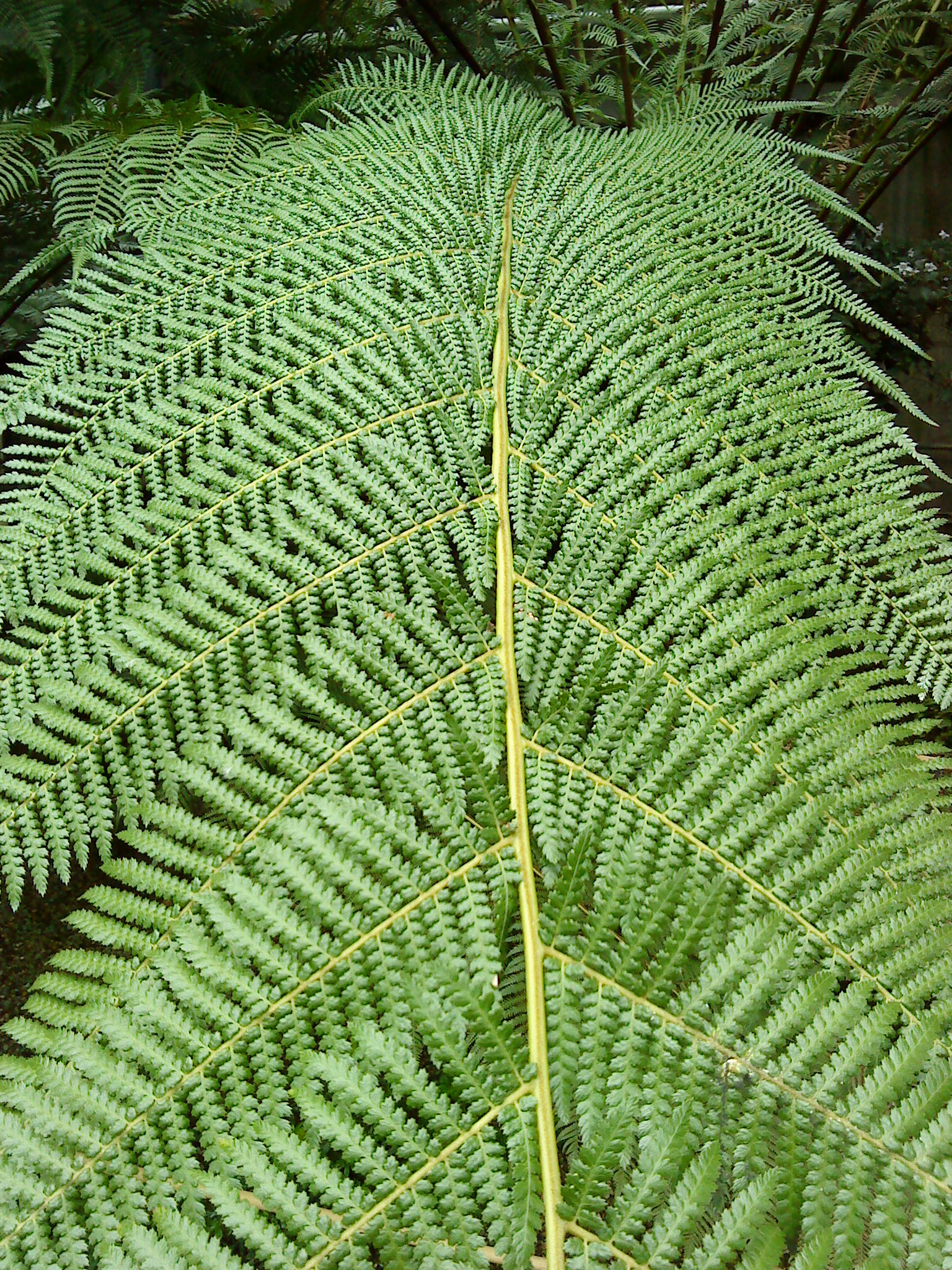
Levele
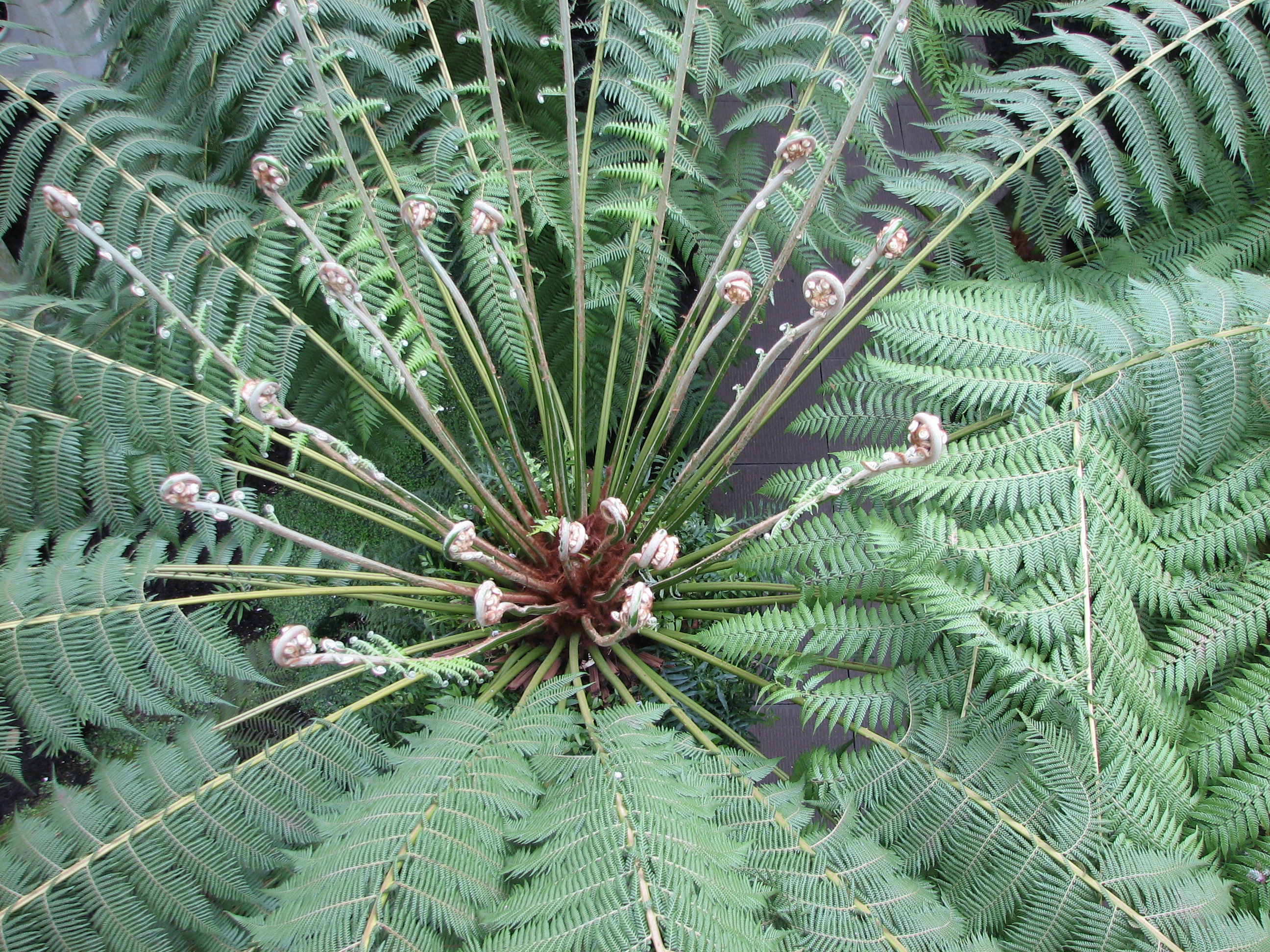
Koronája felülről
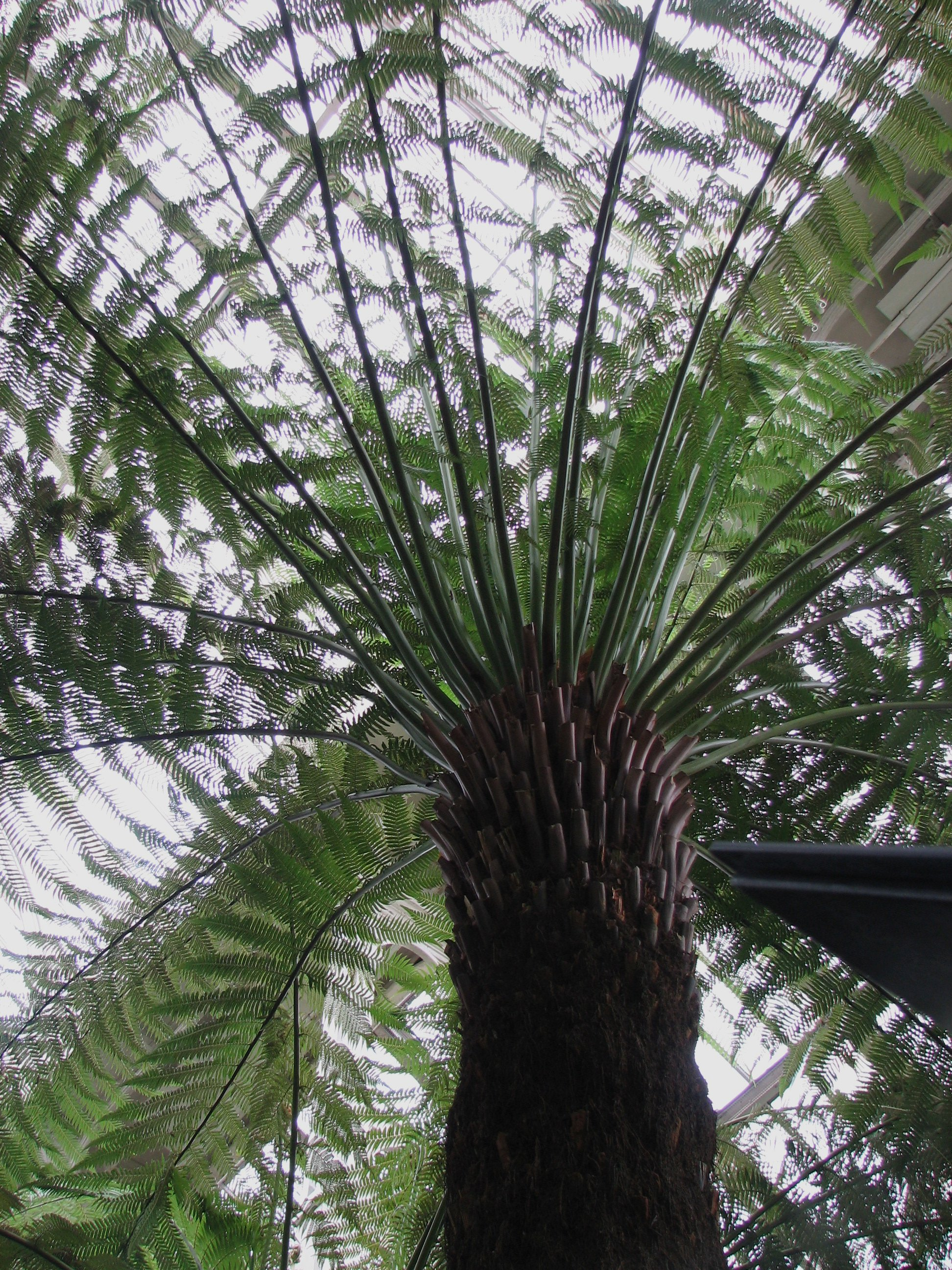
és alulról
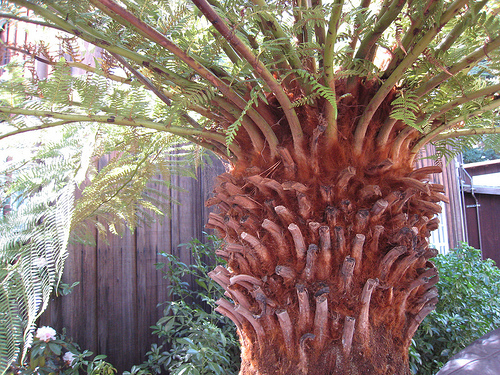
Törzse